# Aloïs Persijn
Aloïs Persijn (* 3. August 1888 in Nazareth (Belgien); † 26. Mai 1972 in Brüssel) war ein belgischer Radrennfahrer und nationaler Meister im Radsport.

## Sportliche Laufbahn
Persijn war im Straßenradsport und im Bahnradsport aktiv. Von 1910 bis 1928 war er als Berufsfahrer aktiv. 1912 siegte er im Stadsprijs Geraardsbergen (Muur Classic Geraardsbergen). In der Belgien-Rundfahrt 1911 wurde er Neunter, im Gullegem Koerse 1913 Zweiter.
1911 wurde er Zweiter im Kampioenschap van Vlaanderen, 1912 dann Dritter. In der Flandern-Rundfahrt 1914 kam er auf den 4. Platz.
Seine größten Erfolge hatte er auf der Radrennbahn. Er gewann die Sechstagerennen von London 1923 mit Pierre Van De Velde, von Gent 1924 mit Jules Verschelden und von Berlin 1925 ebenfalls mit Jules Verschelden. Zweite Plätze in Sechstagerennen holte er 1920 in New York und 1926 in Breslau (mit César Debaets).